# Birgitte Levison
Gitel "Birgitte" Levison, født Neumann (18. juni 1832 i København, død 3. september 1916 på Frederiksberg) var en dansk maler.

## Uddannelse
Hendes forældre en fra udlandet indvandret jødisk skrædder, Neumann Pitschpatsch (1801 i Polen - 1853 i København) og Malka "Amalie" født Philip (1796-1880) fra Nakskov. Da hun havde lyst til tegning, sørgede Carolineskolens inspektrice, frøken Brandes, for, at hun fik tegneundervisning af N.C. Kierkegaard. Senere lykkedes det hende at komme til at male under Wilhelm Marstrands vejledning i forening med nogle svenske damer, derpå vejledte G.F. Hetsch og Heinrich Hansen hende noget i perspektiv, og hun uddannede sig nu til genremaler; senere malede hun dog også en del portrætter.

## Karriere
I 1861 besøgte hun Paris, i 1862 havde hun et billede på verdensudstillingen i London, og da hendes søster var bosat der, solgte denne adskillige billeder for hende. Hun var i færd med selv at rejse til London, da hun i 1863, under et besøg i Nakskov, blev forlovet og året efter, den 12. april, gift i København med snedkermester Herman Hertz Levison (26. maj 1831 i Nakskov - 13. april 1891 i København), søn af snedkermester Hertz Levison og Marie Heidenheim. Senere levede hun i Nakskov indtil 1880, da familien flyttede til København, og vedblev at dyrke sin kunst, idet hun dels malede portrætter, dels genrebilleder. Tillige blev hun sysselsat sig med arbejder i dekorativ retning og fik i 1868 ved udstillingen i Nakskov en bronzemedalje "for smuk Dekorering af en Stol". I København har hun udstillet på Charlottenborg Forårsudstilling 1858-64 under sit pigenavn og fra 1864 som gift. Siden 1869 havde hun dog ikke arbejder på Charlottenborgudstillingen. I 1878 var kunstnerinden i Italien; året efter udgav Carl Andersen en børnebog, hvortil hun havde udført illustrationerne. Blandt hendes portrætter kan nævnes rabbineren Abraham Alexander Wolff. Hendes billeder findes i mange danske hjem og på flere af landets herregårde. 
Birgitte Levison udstillede desuden på Kvindernes Udstilling 1895; Raadhusudstillingen i København 1901; Danske jødiske Kunstnere, København 1908 og posthumt på Kvindelige Kunstneres retrospektive Udstilling i Købehavn 1920. 
Hun er begravet på Mosaisk Vestre Begravelsesplads.

## Værker
- Selvportræt (1858, Statens Museum for Kunst)
- En gammel kone, som spår i kaffegrums (udstillet 1860)
- Genrebillede (udstillet 1861, købt af Frederik VII)
- Parti fra Furesøen ved Næsseslottet

Portrætter:
- Portræt af Ellen Levy, 5 år (1855, tegning, Dansk Jødisk Museum)
- Portræt af kantor Julius Adolph Levy (1855, tegning, Dansk Jødisk Museum)
- Portræt af kantor Julius Adolph Levy (maleri, Dansk Jødisk Museum)
- Portræt af to børn (1863, Roskilde Museum)
- Portræt af lille barn (ca. 1870, Roskilde Museum)
- Overrabbiner Abraham Alexander Wolff
- Christian Ditlev Reventlow, efter fotografi (Brahetrolleborg)

Bogillustrationer:
- Carl Andersen: Børneliv i Billeder og Text, 1879.

Hun er også repræsenteret i Den Kongelige Kobberstiksamling